# Bernoulli-Zahl
Die Bernoulli-Zahlen oder Bernoullischen Zahlen, 1, ±1⁄2, 1⁄6, 0, −1⁄30, … sind eine Folge rationaler Zahlen, die in der Mathematik in verschiedenen Zusammenhängen auftreten: in den Entwicklungskoeffizienten trigonometrischer, hyperbolischer und anderer Funktionen, in der Euler-Maclaurin-Formel und in der Zahlentheorie in Zusammenhang mit der Riemannschen Zetafunktion. Die Benennung dieser Zahlen nach ihrem Entdecker Jakob I Bernoulli wurde von Abraham de Moivre eingeführt.

## Definition
In der mathematischen Fachliteratur werden die Bernoulli-Zahlen als drei unterschiedliche Folgen definiert, die aber sehr eng zusammenhängen. Da ist einmal die ältere Notation (bis ins 20. Jahrhundert im Wesentlichen genutzt), die hier mit {\displaystyle \beta _{n}} bezeichnet wird, und die beiden neueren Formen, die in diesem Artikel mit {\displaystyle B_{n}} und {\displaystyle B_{n}^{\ast }} bezeichnet und seit circa Mitte des 20. Jahrhunderts meistens benutzt werden. Eine genauere Verbreitung oder der historische Übergang der Konventionen lässt sich schwer objektivieren, da dies stark vom jeweiligen Mathematiker und dem Verbreitungsgebiet seiner Schriften abhing bzw. abhängt. Eine heutzutage gängige implizite Definition der Bernoulli-Zahlen ist, sie über die Koeffizienten folgender Taylorreihen entweder als
{\displaystyle {\frac {x}{e^{x}-1}}=\sum _{k=0}^{\infty }B_{k}{\frac {x^{k}}{k!}}}
oder (durch Spiegelung an der y-Achse) als
{\displaystyle {\frac {x}{1-e^{-x}}}=\sum _{k=0}^{\infty }B_{k}^{\ast }{\frac {x^{k}}{k!}}}
bzw. früher als
{\displaystyle {\frac {x}{e^{x}-1}}=1-{\frac {1}{2}}x-\sum _{k=1}^{\infty }(-1)^{k}\beta _{k}{\frac {x^{2k}}{(2k)!}}}
einzuführen. Hierbei sind die Zahlen {\displaystyle B_{k}} und {\displaystyle B_{k}^{\ast }} die Koeffizienten der Reihenentwicklung bzw. die Glieder der Bernoulli-Zahlenfolge. Die Reihenentwicklungen konvergieren für alle x mit {\displaystyle |x|<2\pi .} Ersetzt man {\displaystyle x} durch {\displaystyle -x}, so erkennt man die Gültigkeit von {\displaystyle B_{k}=(-1)^{k}B_{k}^{\ast }}, d. h., die beiden erstgenannten Definitionen unterscheiden sich lediglich für den Index 1, alle anderen {\displaystyle B_{k}} bzw. {\displaystyle B_{k}^{\ast }} mit ungeradem Index sind null. Zur sicheren Unterscheidung können die Glieder {\displaystyle B_{k}} als die der ersten Art (mit {\displaystyle B_{1}=-1/2}) und die {\displaystyle B_{k}^{\ast }} als die der zweiten Art (mit {\displaystyle B_{1}^{\ast }=1/2}) bezeichnet werden.
Auf der zuletzt aufgeführten Reihe fußt die ältere Definition; bei dieser kommen nur Glieder mit Indizes {\displaystyle k\geq 2} vor, d. h. die Glieder mit Index 0 und 1 müssen separat betrachtet werden. Für die verbleibenden Koeffizienten mit geradem Index {\displaystyle k=2k^{\prime }} (genau diese sind nicht null) wählt man eine eigene Definition, so dass diese alle positiv sind. Daher gilt {\displaystyle \beta _{k^{\prime }}=(-1)^{k^{\prime }+1}B_{2k^{\prime }}.}
Genau dies hatte auch Jakob I Bernoulli bei seiner Erstbestimmung gemacht und so die ältere Notation begründet, er hatte sie allerdings noch nicht durchnummeriert. Er entdeckte diese Zahlen durch die Betrachtung der Polynome, welche die Summe der Potenzen natürlicher Zahlen von 1 bis zu einem gegebenen {\displaystyle n} mit kleinen ganzzahligen Exponenten beschreiben. Z. B.
{\displaystyle {\begin{array}{lll}1^{\;}+2^{\;}+\cdots +n^{\;}&={\frac {1}{2}}(n+1)n&={\frac {1}{2}}n^{2}+{\frac {1}{2}}n\\1^{2}+2^{2}+\cdots +n^{2}&={\frac {1}{6}}n(n+1)(2n+1)&={\frac {1}{3}}n^{3}+{\frac {1}{2}}n^{2}+{\frac {1}{6}}n\\1^{3}+2^{3}+\cdots +n^{3}&={\frac {1}{4}}n^{2}(n+1)^{2}&={\frac {1}{4}}n^{4}+{\frac {1}{2}}n^{3}+{\frac {1}{4}}n^{2},\end{array}}}
Dies führt letztlich über die Faulhaberschen Formeln auf die Euler-Maclaurin-Formel, in der die Bernoulli-Zahlen eine zentrale Rolle spielen. Bewiesen hat er ihre allgemeinen Werte nicht, nur die der kleineren Koeffizienten korrekt errechnet – seine entsprechenden Aufzeichnungen wurden postum veröffentlicht.

## Zahlenwerte
Die ersten Bernoulli-Zahlen {\displaystyle B_{k}}, {\displaystyle B_{k}^{\ast }} ≠ 0 lauten
| {\displaystyle k} | Zähler     | Nenner | auf 6 Nach- kommastellen | {\displaystyle \mathbf {2B_{k}(2^{k}\!-\!1)} } | {\displaystyle \mathbf {\|T_{k-1}\|} } |
| ----------------- | ---------- | ------ | ------------------------ | ---------------------------------------------- | -------------------------------------- |
| 0                 | 1          | 1      | 1,000000                 | 0                                              |                                        |
| 1                 | ±1         | 2      | ±0,500000                | ±1                                             | 1                                      |
| 2                 | 1          | 6      | 0,166666                 | 1                                              | 1                                      |
| 4                 | −1         | 30     | −0,033333                | −1                                             | 2                                      |
| 6                 | 1          | 42     | 0,023809                 | 3                                              | 16                                     |
| 8                 | −1         | 30     | −0,033333                | −17                                            | 272                                    |
| 10                | 5          | 66     | 0,075757                 | 155                                            | 7936                                   |
| 12                | −691       | 2730   | −0,253113                | −2073                                          | 353792                                 |
| 14                | 7          | 6      | 1,166666                 | 38227                                          | 22368256                               |
| 16                | −3617      | 510    | −7,092156                | −929569                                        | 1903757312                             |
| 18                | 43867      | 798    | 54,971177                | 28820619                                       | 209865342976                           |
| 20                | −174611    | 330    | −529,124242              | −1109652905                                    | 29088885112832                         |
| 22                | 854513     | 138    | 6192,123188              | 51943281731                                    | 4951498053124096                       |
| 24                | −236364091 | 2730   | −86580,253113            | −2905151042481                                 | 1015423886506852352                    |

{\displaystyle \forall \,k\in \mathbb {N} :\quad B_{2k+1}=0}
{\displaystyle \forall \,k\in \mathbb {N} :\quad \beta _{2k-1}=B_{4k-2}>0}
{\displaystyle \forall \,k\in \mathbb {N} :\quad -\beta _{2k}=B_{4k}<0}
Die Zahlen {\displaystyle \beta _{k}} bilden eine streng konvexe (ihre Differenzen wachsen) Folge.
Die Nenner der {\displaystyle \beta _{k}} sind stets ein Vielfaches von 6, denn es gilt

der Satz von Clausen und von-Staudt, auch Staudt-Clausen’scher Satz genannt:
{\displaystyle \forall \,k\in \mathbb {N} \colon \qquad {\text{Nenner}}(B_{2k})=\prod _{p\in \mathbb {P}  \atop p-1\,|\,2k}p}
Er ist benannt nach der unabhängigen Entdeckung von Thomas Clausen und Karl von Staudt 1840.
Der Nenner der {\displaystyle B_{2k}} ist also das Produkt aller Primzahlen, für die gilt, dass {\displaystyle p-1} den Index {\displaystyle 2k} teilt. Unter Nutzung des kleinen Fermatschen Satzes folgt somit, dass der Faktor {\displaystyle 2(2^{2k}-1)} diese rationalen Zahlen in ganze Zahlen überführt.
Auch wenn die Folge der {\displaystyle B_{2k}} zunächst betragsmäßig relativ kleine Zahlenwerte annimmt, geht {\displaystyle |B_{2k}|} mit wachsendem {\displaystyle k} doch schneller gegen Unendlich als jede Exponentialfunktion. So ist z. B.
{\displaystyle B_{100}\approx -2{,}838\cdot 10^{78}} und {\displaystyle B_{1000}\approx -5{,}319\cdot 10^{1769}.}
Ihr asymptotisches Verhalten lässt sich mit
{\displaystyle \beta _{k}=|B_{2k}|\sim {\frac {2\,(2k)!}{(2\pi )^{2k}}}}
beschreiben, daher ist auch der Konvergenzradius der Taylorreihen, die oben zu ihrer Definition herangezogen wurden, gleich {\displaystyle 2\pi .}

## Rekursionsformeln
Möchte man die Bernoulli-Zahlen der ersten Art beschreiben, also {\displaystyle B_{1}=-1/2}, so ergeben sich diese Bernoulli-Zahlen {\displaystyle B_{k}} aus der Rekursionsformel mit {\displaystyle n\in \mathbb {N} }
{\displaystyle B_{n}=-{\frac {1}{n+1}}\sum _{k=0}^{n-1}{n+1 \choose k}B_{k}}
und dem Startwert {\displaystyle B_{0}=1}. Für ungerade Indizes {\displaystyle k\geq 3} folgt daraus wieder {\displaystyle B_{k}=0}. Diese Formel entstammt der impliziten Definition der Bernoulli-Zahlen erster Art, die bis Mitte des 20. Jahrhunderts auch die gebräuchlichste Definition war, da sie eine leicht zu merkende Gestalt hat:
{\displaystyle \forall \,n\in \mathbb {N} _{0}\setminus \{1\}\colon \qquad B^{n}=(1+B)^{n},}
die auch in der weniger verbreiteten Form geschrieben werden kann als
{\displaystyle \forall \,n\in \mathbb {N} _{0}\colon \qquad (-B)^{n}=(1+B)^{n},}
wobei in diesen Darstellungen Potenzen von {\displaystyle B} als die entsprechend indizierten Bernoulli-Zahlen zu interpretieren sind. Für die Bernoulli-Zahlen der zweiten Art lässt sich analog sowohl
{\displaystyle \forall \,n\in \mathbb {N} _{0}\setminus \{1\}\colon \qquad {B^{\ast }}^{n}=(B^{\ast }-1)^{n}}
als auch
{\displaystyle \forall \,n\in \mathbb {N} _{0}\colon \qquad {B^{\ast }}^{n}=(1+B^{\ast })^{n}-n}
oder eleganter
{\displaystyle \forall \,n\in \mathbb {N} _{0}\colon \qquad {B^{\ast }}^{n}=(1-B^{\ast })^{n}}
schreiben und als induktive Definition der Bernoulli-Zahlen zweiter Art verwenden mit {\displaystyle n\in \mathbb {N} } zu
{\displaystyle B_{n}^{\ast }={\frac {1}{n+1}}\sum _{k=0}^{n-1}(-1)^{n+1-k}{n+1 \choose k}B_{k}^{\ast }}
mit dem Startwert {\displaystyle B_{0}^{\ast }=1} oder für alle {\displaystyle n\in \mathbb {N} _{0}} als
{\displaystyle B_{n}^{\ast }=1-{\frac {1}{n+1}}\sum _{k=0}^{n-1}{n+1 \choose k}B_{k}^{\ast }}.

### Implementation
Ein möglicher Algorithmus zur Berechnung der Bernoullizahlen in der Programmiersprache Julia nach den oben angegebenen Rekursionsformeln für vorgegebenen Wert {\displaystyle n} ist:
```
    
b
=
Array
{
Float64
}(
undef
,
 
n
+
1
)

    
b
[
1
]
=
1

    
b
[
2
]
=-
0.5

    
for
 
m
=
2
:
n

        
for
 
k
=
0
:
m

            
for
 
v
=
0
:
k

            
b
[
m
+
1
]
+=
(
-
1
)
^
v
 
*
binomial
(
k
,
v
)
*
v
^
(
m
)
/
(
k
+
1
)

            
end

        
end

    
end

    
return
 
b

```

## Reihen mit Bernoulli-Zahlen
Diese Zahlen treten beispielsweise in der Taylorreihe des Tangens, des Tangens hyperbolicus oder des Cosecans auf; im Allgemeinen, wenn eine Funktion eine geschlossene Darstellung hat, wo die Sinusfunktion (oder Sinus-hyperbolicus-Funktion) im Nenner steht – d. h. durch die Summe oder Differenz zweier e-Funktionen dividiert wird:
{\displaystyle \forall x{\text{ mit }}|x|<{\frac {\pi }{2}}\colon \qquad \tan(x)=\sum _{k=1}^{\infty }(-1)^{k}{\frac {2^{2k}(1-2^{2k})}{(2k)!}}B_{2k}x^{2k-1}}
{\displaystyle \forall x{\text{ mit }}|x|<{\frac {\pi }{2}}\colon \qquad \tanh(x)=\sum _{k=1}^{\infty }{\frac {2^{2k}(2^{2k}-1)}{(2k)!}}B_{2k}x^{2k-1}}
{\displaystyle \forall x{\text{ mit }}|x|<\pi \colon \qquad \csc(x)=\sum _{k=0}^{\infty }(-1)^{k}{\frac {2-2^{2k}}{(2k)!}}B_{2k}x^{2k-1}}
{\displaystyle \forall x{\text{ mit }}|x|<\pi \colon \qquad \cot(x)=\sum _{k=0}^{\infty }(-1)^{k}{\frac {2^{2k}}{(2k)!}}B_{2k}x^{2k-1}}
Hier zwei nicht konvergierende asymptotische Reihen, die der Trigamma-Funktion (der zweiten Ableitung des natürlichen Logarithmus der Gammafunktion)
{\displaystyle \psi _{1}(z)\simeq \sum _{k=0}^{\infty }{\frac {B_{k}^{\ast }}{z^{k+1}}},\quad z\to \infty }
und die des natürlichen Logarithmus der Gammafunktion
{\displaystyle \ln \Gamma (x+1)\simeq x\ln x-x+{\frac {\ln x}{2}}+\ln {\sqrt {2\pi }}+\sum _{k=1}^{\infty }{\frac {B_{2k}}{2k(2k-1)x^{2k-1}}},\quad x\to \infty ,}
die als Logarithmus der Stirlingformel bekannt ist. Diese lässt sich einfach aus der asymptotischen Form der Euler-Maclaurin-Formel ableiten, die in ihrer symmetrischen Schreibweise
{\displaystyle \sum _{i=m}^{n}f(i)=\sum _{j=0}^{\infty }{\frac {1}{j!}}\left(B_{j}^{\ast }f^{(j-1)}(n)-B_{j}f^{(j-1)}(m)\right)}
lautet – wobei hier der Ausdruck {\displaystyle f^{(j-1)}(x)} die {\displaystyle \textstyle j\!-\!1}-te Ableitung (speziell für {\displaystyle \textstyle j\!=\!0} das Integral) der Funktion {\displaystyle f} ausgewertet an der Stelle {\displaystyle x} bedeutet –, wenn man dort {\displaystyle f(i)=\ln i} setzt, die untere Summationsgrenze {\displaystyle \textstyle m} zu {\displaystyle \textstyle 1} wählt und die obere Summationsgrenze {\displaystyle \textstyle n} mit {\displaystyle \textstyle x} variabel hält.
Dies ist eine der bekanntesten Anwendungen der Bernoulli-Zahlen und gilt für alle analytischen Funktionen {\displaystyle f}, auch wenn diese asymptotische Entwicklung in den meisten Fällen nicht konvergiert.

## Zusammenhang mit der Riemannschen Zeta-Funktion
Die folgenden Reihenentwicklungen liefern die (im oben genannten Sinne) „klassischen“ Bernoulli-Zahlen:
{\displaystyle {\begin{aligned}\beta _{n}={\frac {(2n)!}{2^{2n-1}\pi ^{2n}}}\zeta (2n)={\frac {(2n)!}{2^{2n-1}\pi ^{2n}}}\sum _{k=1}^{\infty }{\frac {1}{k^{2n}}}={\frac {2\,(2n)!}{(2^{2n}-1)\pi ^{2n}}}\sum _{k=0}^{\infty }{\frac {1}{(2k+1)^{2n}}}={\frac {(2n)!}{(2^{2n-1}-1)\pi ^{2n}}}\sum _{k=1}^{\infty }{\frac {(-1)^{k-1}}{k^{2n}}}.\end{aligned}}}
Für die „modernen“ Bernoulli-Zahlen gilt
{\displaystyle {\begin{aligned}B_{n}^{\ast }&=-{\frac {n!\,\cos({\frac {\pi }{2}}n)}{2^{n-1}\pi ^{n}}}\zeta (n)=-{\frac {n!\,\cos({\frac {\pi }{2}}n)}{2^{n-1}\pi ^{n}}}\sum _{k=1}^{\infty }{\frac {1}{k^{n}}}=-{\frac {2\,n!\,\cos({\frac {\pi }{2}}n)}{(2^{n}-1)\pi ^{n}}}\sum _{k=0}^{\infty }{\frac {1}{(2k+1)^{n}}}\\&={\frac {n!\,\cos({\frac {\pi }{2}}n)}{(2^{n-1}-1)\pi ^{n}}}\sum _{k=1}^{\infty }{\frac {(-1)^{k}}{k^{n}}},\end{aligned}}}
wobei im Fall der neueren Definition für n=1 undefinierte Ausdrücke der Form {\displaystyle {\tfrac {0}{0}}} entstehen, die aber gemäß der Regel von de L’Hospital wegen {\displaystyle \textstyle \lim _{n\to 1}\cos({\frac {\pi }{2}}n)=\lim _{n\to 1}{\frac {\pi }{2}}(1-n)} den Pol erster Ordnung der Riemannschen Zetafunktion bei 1 (bzw. in der letzten Darstellung den Term {\displaystyle \textstyle 2^{n-1}-1} im Nenner) aufheben und somit korrekt den Wert {\displaystyle {\tfrac {1}{2}}} liefern.
Für die Bernoulli-Zahlen zweiter Art gibt es noch die prägnante Darstellung
{\displaystyle B_{n}^{\ast }=-n\,\zeta (1-n)\quad \forall \,n\in \mathbb {N} _{0},}
so dass die gesamte Theorie der Riemannschen Zetafunktion zur Charakterisierung der Bernoulli-Zahlen bereitsteht.
Beispielsweise geht aus der Produktdarstellung der Riemannschen Zeta-Funktion und obigen Reihenentwicklungen der Bernoulli-Zahlen die folgende Darstellung hervor:
{\displaystyle \beta _{n}={\frac {2\,(2n)!}{(2\pi )^{2n}}}\ \prod _{p\in \mathbb {P} }\left(1-{\frac {1}{p^{2n}}}\right)^{-1}={\frac {2\,(2n)!}{(2\pi )^{2n}}}\ {\frac {1}{\left(1-{\frac {1}{2^{2n}}}\right)\left(1-{\frac {1}{3^{2n}}}\right)\left(1-{\frac {1}{5^{2n}}}\right)\cdots }}} .
Hierbei erstreckt sich das Produkt über alle Primzahlen (siehe auch Eulerprodukt der Riemannschen Zetafunktion).

## Integraldarstellungen
Es gibt viele uneigentliche Integrale mit Summen oder Differenzen von zwei Exponentialfunktionen im Nenner des Integranden, deren Werte durch Bernoulli-Zahlen gegeben sind. Einige einfache Beispiele sind
{\displaystyle \forall \,n\in \mathbb {N} \;\forall \,a\in \mathbb {R} ^{+}\colon \qquad \int _{0}^{\infty }{\frac {x^{2n-1}}{e^{ax}-e^{-ax}}}\;{\text{d}}x={\frac {2^{2n}-1}{4n}}\beta _{n}\left({\frac {\pi }{a}}\right)^{2n}}
{\displaystyle \forall \,n\in \mathbb {N} \;\forall \,a\in \mathbb {R} ^{+}\colon \qquad \int _{0}^{\infty }{\frac {x^{2n-1}}{e^{ax}-1}}\;{\text{d}}x={\frac {\beta _{n}}{4n}}\left({\frac {2\pi }{a}}\right)^{2n}}
{\displaystyle \forall \,n\in \mathbb {N} \;\forall \,a\in \mathbb {R} ^{+}\colon \qquad \int _{0}^{\infty }{\frac {x^{2n-1}}{e^{ax}+1}}\;{\text{d}}x={\frac {2^{2n}-1}{2n}}\beta _{n}\left({\frac {\pi }{a}}\right)^{2n}}
aber auch
{\displaystyle \forall \,n\in \mathbb {N} \;\forall \,a\in \mathbb {R} ^{+}\colon \qquad \int _{0}^{1}(\ln x)^{2n-2}\ln(1-x^{a}){\frac {1}{x}}\;{\text{d}}x={\frac {-(2\pi )^{2n-1}\beta _{n}}{4n(2n-1)a^{2n-1}}}}
aus.

## Bernoulli-Polynome

Die Graphen der Bernoulli-Polynome des Grades 1 bis 6

Für jedes {\displaystyle n\in \mathbb {N} _{0}} ist das Bernoulli-Polynom eine Abbildung {\displaystyle {\text{B}}_{n}\colon [0,1]\rightarrow \mathbb {R} } und durch folgende Rekursionsgleichungen vollständig charakterisiert: Für {\displaystyle n=0} setzen wir
{\displaystyle {\text{B}}_{0}(x):=1}
und für {\displaystyle n\geq 1} ergibt sich das {\displaystyle n}-te Bernoulli-Polynom {\displaystyle {\text{B}}_{n}} eindeutig durch die beiden Bedingungen
{\displaystyle {\text{B}}_{n}(x)=n\int {\text{B}}_{n-1}(x)\,{\text{d}}x}
und
{\displaystyle \int _{0}^{1}{\text{B}}_{n}(x)\,{\text{d}}x=0}
rekursiv aus dem vorherigen.
Als Summe der Potenzen von {\displaystyle x} geschrieben lautet der Ausdruck für das {\displaystyle n}-te Polynom
{\displaystyle {\text{B}}_{n}(x)=\sum \limits _{k=0}^{n}{n \choose k}B_{k}\,x^{n-k},}
wobei hier wieder die {\displaystyle B_{k}} die Bernoulli-Zahlen erster Art bezeichnen. Diese Form
folgt direkt aus der symbolischen Formel
{\displaystyle {\text{B}}_{n}(x)=(B+x)^{n}}
worin man die Potenzen von {\displaystyle B} als die entsprechende n-te Bernoulli-Zahl {\displaystyle B_{n}} interpretiert.
Die ersten Bernoulli-Polynome lauten
{\displaystyle {\text{B}}_{0}(x)=1}
{\displaystyle {\text{B}}_{1}(x)=x-{\tfrac {1}{2}}}
{\displaystyle {\text{B}}_{2}(x)=x^{2}-x+{\tfrac {1}{6}}}
{\displaystyle {\text{B}}_{3}(x)=x^{3}-{\tfrac {3}{2}}x^{2}+{\tfrac {1}{2}}x}
{\displaystyle {\text{B}}_{4}(x)=x^{4}-2x^{3}+x^{2}-{\tfrac {1}{30}}}
{\displaystyle {\text{B}}_{5}(x)=x^{5}-{\tfrac {5}{2}}x^{4}+{\tfrac {5}{3}}x^{3}-{\tfrac {1}{6}}x}
{\displaystyle {\text{B}}_{6}(x)=x^{6}-3x^{5}+{\tfrac {5}{2}}x^{4}-{\tfrac {1}{2}}x^{2}+{\tfrac {1}{42}}}
Diese Polynome sind symmetrisch um {\displaystyle {\tfrac {1}{2}}}, genauer
{\displaystyle {\text{B}}_{k}({\tfrac {1}{2}}+x)=(-1)^{k}{\text{B}}_{k}({\tfrac {1}{2}}-x).}
Ihre konstanten Terme sind die Bernoulli-Zahlen erster Art, also
{\displaystyle {\text{B}}_{k}(0)=B_{k},}
die Bernoulli-Zahlen zweiter Art erhält man aus
{\displaystyle {\text{B}}_{k}(1)=B_{k}^{\ast }}
und schließlich gilt
{\displaystyle {\text{B}}_{k}({\tfrac {1}{2}})=-(1-2^{1-k})B_{k}^{\ast }=-(1-2^{1-k})B_{k}}
in der Intervallmitte.
Das k-te Bernoulli-Polynom hat für k > 5 weniger als k Nullstellen in ganz {\displaystyle \mathbb {R} } und für gerades n ≠ 0 zwei und für ungerades n ≠ 1 die drei Nullstellen {\displaystyle 0,{\tfrac {1}{2}},1} im Intervall {\displaystyle [0,1]}.
Sei {\displaystyle R(n)=\{x\in \mathbb {R} \colon {\text{B}}_{n}(x)=0\}} die Nullstellenmenge dieser Polynome. Dann ist
{\displaystyle -{\tfrac {1}{4}}|R(n)|+{\tfrac {3}{4}}\leq \min R(n)\leq \max R(n)\leq {\tfrac {1}{4}}|R(n)|+{\tfrac {1}{4}}}
für alle n ≠ 5 und n ≠ 2 und es gilt
{\displaystyle \lim _{n\to \infty }{\frac {|R(n)|}{n}}={\frac {2}{\pi e}}\approx 0{,}2342,}
wobei die Funktion {\displaystyle |\cdot |} angewandt auf eine Menge deren Elementanzahl angibt.
Die Funktionswerte der Bernoulli-Polynome im Intervall [0,1] sind für geraden Index durch
{\displaystyle -|B_{k}|\leq {\text{B}}_{k}(x)\leq |B_{k}|}
und für ungeraden Index {\displaystyle \not =1} (aber nicht scharf) durch
{\displaystyle -{\frac {2\zeta (k)k!}{(2\pi )^{k}}}<{\text{B}}_{k}(x)<{\frac {2\zeta (k)k!}{(2\pi )^{k}}}}
beschränkt.
Ferner genügen sie der Gleichung
{\displaystyle {\text{B}}_{k}(x+1)={\text{B}}_{k}(x)+kx^{k-1}},
falls man sie auf ganz {\displaystyle \mathbb {R} } analytisch fortsetzt, und die Summe der Potenz der ersten {\displaystyle n} natürlichen Zahlen lässt sich mit ihnen als
{\displaystyle \sum _{j=1}^{n}j^{k}=\int _{0}^{n+1}B_{k}(t)\,{\text{d}}t={\frac {{\text{B}}_{k+1}(n+1)-{\text{B}}_{k+1}(0)}{k+1}}}
beschreiben. Die Indexverschiebung von {\displaystyle n} zu {\displaystyle n+1} auf der rechten Seite der Gleichung ist hier notwendig, da man historisch die Bernoulli-Poynome an den Bernoulli-Zahlen erster Art (und nicht zweiter Art) „fälschlicherweise“ festmachte und somit statt {\displaystyle {\tfrac {k}{2}}{n^{k}}} den Summanden {\displaystyle -{\tfrac {k}{2}}n^{k}} in obigen Bernoulli-Poynomen erhält, was hier genau den Wert {\displaystyle n^{k}} zu wenig ergibt (den letzten Term der Summe auf der linken Seite), und daher auf der rechten Seite dieser Index noch „eins weiter“ laufen muss.

## Bernoulli-Zahlen in der algebraischen Zahlentheorie
Satz von Staudt:
{\displaystyle \forall \,p\in \mathbb {P} \;\forall \,n\in \mathbb {N} {\text{ mit }}(p-1)\,|\,2n\;\colon \qquad pB_{2n}\equiv -1{\pmod {p}}}
Als Satz von Staudt-Clausen ist auch die Aussage
{\displaystyle B_{2n}+\!\sum _{p\in \mathbb {P}  \atop p-1\,|\,2n}\!{\frac {1}{p}}\quad \in \;\mathbb {Z} }
bekannt, die etwas stärker ist als der vorherige Satz von Clausen und von-Staudt zur Charakterisierung der Nenner. Die Folge der so bestimmten ganzen Zahlen für geradzahligen Index lautet {\displaystyle 1,1,1,1,1,1,2,-6,56,-528,6193,\ldots }.
Kummersche Kongruenz:
{\displaystyle \forall \,p\in \mathbb {P} \;\forall \,n\in \mathbb {N} {\text{ mit }}(p-1)\not |\,2n\;\colon \qquad {\frac {B_{2n+p-1}}{2n+p-1}}\equiv {\frac {B_{2n}}{2n}}{\pmod {p}}}
Eine ungerade Zahl {\displaystyle p\in \mathbb {P} } heißt reguläre Primzahl, wenn sie keinen der Zähler der Bernoulli-Zahlen {\displaystyle B_{2n}} mit {\displaystyle 2n\leq p-3} teilt. Kummer zeigte, dass diese Bedingung äquivalent dazu ist, dass {\displaystyle p} nicht die Klassenzahl {\displaystyle h_{\mathbb {Q} (\zeta _{p})}} des p-ten Kreisteilungskörpers {\displaystyle \mathbb {Q} (\zeta _{p})} teilt. Er konnte so 1850 beweisen, dass der große Fermatsche Satz, nämlich {\displaystyle a^{p}+b^{p}=c^{p}} hat für {\displaystyle p>2} keine Lösungen in {\displaystyle \mathbb {N} }, für alle Exponenten {\displaystyle p} gilt, die eine reguläre Primzahl sind. Damit war beispielsweise durch das Überprüfen der Bernoulli-Zahlen bis Index 94 der große Fermatsche Satz mit Ausnahme der Exponenten 37, 59, 67 und 74 für alle anderen Exponenten ≤ 100 bewiesen.

## Tangentenzahlen und Anwendungen in der Kombinatorik
Betrachtet man die Eulerschen Zahlen und die Taylorentwicklung der Tangens-Funktion, so kann man die Tangenten-Zahlen implizit definieren zu
{\displaystyle \forall x{\text{ mit }}|x|<{\frac {\pi }{2}}\colon \qquad \tan(x)=\sum _{k=1}^{\infty }(-1)^{k}{\frac {2^{2k}(1-2^{2k})}{(2k)!}}B_{2k}x^{2k-1}=\sum _{k=1}^{\infty }(-1)^{k}{\frac {T_{2k-1}}{(2k-1)!}}x^{2k-1}}
und für Index Null noch {\displaystyle T_{0}=1} setzen. Man hat somit die Transformation
{\displaystyle \forall \,n\in \mathbb {N} \colon \quad T_{n-1}=-{\frac {2^{n}(2^{n}-1)}{n}}B_{n}}
die aus den Bernoulli-Zahlen erster Art diese Folge ganzer Zahlen erzeugt:
{\displaystyle (T_{n})_{n\in \mathbb {N} _{0}}=(1,-1,0,2,0,-16,0,272,0,-7936,\ldots )}
Da die Vorzeichenwahl in der impliziten Definition völlig willkürlich ist, kann man genauso berechtigt mittels
{\displaystyle \forall \,n\in \mathbb {N} \colon \quad T_{n-1}^{\ast }=\mp {\frac {2^{n}(2^{n}-1)}{n}}B_{n}^{\ast }}
die Tangentenzahlen definieren, mit der Konsequenz
{\displaystyle (T_{n}^{\ast })_{n\in \mathbb {N} _{0}}=(\mp 1,\mp 1,0,\pm 2,0,\mp 16,0,\pm 272,0,\mp 7936,\ldots )}
und hat für alle Indizes {\displaystyle T_{n}^{\ast }=\pm 2^{n+1}(2^{n+1}-1)\zeta (-n).}
In jedem Fall sind mit Ausnahme von {\displaystyle T_{0}} alle Zahlen mit geradem Index Null und die mit ungeradem Index haben alternierendes Vorzeichen.
Die Werte {\displaystyle 2|T_{2k+1}|} sind nun genau die Anzahl alternierender Permutationen einer {\displaystyle 2k+1} elementigen Menge. Weitere Informationen zur direkten Bestimmung der Tangentenzahlen findet man im Artikel Eulersche Zahlen.
In der Kombinatorik lassen sich die Bernoulli-Zahlen zweiter Art auch durch die Stirling-Zahlen zweiter Art {\displaystyle \textstyle \left\{{n \atop k}\right\}} darstellen als
{\displaystyle \forall \,n\in \mathbb {N} _{0}\colon \quad B_{n}^{\ast }=\sum _{k=0}^{n}(-1)^{k}{\frac {k!}{k+1}}\left\{{n \atop k}\right\}}
Die Werte {\displaystyle k!\left\{{n \atop k}\right\}} werden auch als Worpitzky-Zahlen bezeichnet.
Ein weiterer Zusammenhang ergibt sich über die erzeugende Potenzreihe der Stirling-Polynome {\displaystyle S_{k}(x)} mit {\displaystyle k\in \mathbb {N} _{0}} wegen
{\displaystyle \sum _{k=0}^{\infty }{\frac {S_{k}(x)}{k!}}t^{k}=\left({\frac {t}{1-e^{-t}}}\right)^{x+1}}
mit den Stirling-Zahlen erster Art {\displaystyle \textstyle \left[{n \atop \ell }\right]} zu
{\displaystyle S_{k}(m)={\frac {(-1)^{k}}{m \choose k}}\left[{m+1 \atop m\!+\!1\!-\!k}\right]\qquad {\text{für }}m\in \mathbb {N} _{0},\;k\leq m+1,}
die man so für negatives {\displaystyle \ell } definieren könnte.
Daher sind die Bernoulli-Zahlen zweiter Art auch die Werte der Stirling-Polynome bei Null
{\displaystyle S_{k}(0)=B_{k}^{\ast }}
aufgrund der gleichen formalen Potenzreihe.

## Algebraische Topologie
Hier im Artikel sind die Bernoulli-Zahlen zu Anfang willkürlich mittels erzeugender Potenzreihen definiert worden. Die formale Potenzreihe von {\displaystyle {\tfrac {x}{1-e^{-x}}}} tritt aber auch direkt bei der Bestimmung der Todd-Klasse eines Vektorbündels {\displaystyle E} auf einem topologischen Raum {\displaystyle X} auf:
{\displaystyle \operatorname {td} (E)=\prod _{i\in \mathbb {N} }{\frac {c_{i}}{1-e^{-c_{i}}}}=\prod _{i\in \mathbb {N} }\;\sum _{k=0}^{\infty }B_{k}^{\ast }{\frac {c_{i}^{k}}{k!}}}
wobei die {\displaystyle c_{i}} die Kohomologieklassen von {\displaystyle E} sind. Wenn {\displaystyle X} endlich-dimensional ist, dann ist {\displaystyle td(E)} ein Polynom. Die Bernoulli-Zahlen zweiter Art „zählen“ hier also ganz natürlich gewisse topologische Objekte. Diese formale Potenzreihe schlägt sich genauso im L-Geschlecht bzw. Todd-Geschlecht der charakteristischen Potenzreihe einer orientierbaren Mannigfaltigkeit nieder.